# Ett farligt möte
Ett farligt möte (engelska: Evelyn Prentice) är en amerikansk långfilm från 1934 i regi av William K. Howard, med William Powell, Myrna Loy, Una Merkel och Rosalind Russell i rollerna. Manuset bygger på romanen Evelyn Prentice av W.E. Woodward.

## Handling
Frun till den framgångsrika advokaten John Prentice (William Powell), Evelyn Prentice (Myrna Loy), känner sig bortglömd. Hon börjar flirta med Lawrence Kennard (Harvey Stephens), som visar sig vara en gigolo. Efter att Kennard börjat utpressa henne tar sig Evelyn hem till honom. När Kennards flickvän Judith Wilson (Isabel Jewell) går in genom dörren hörs ett pistolskott och när polisen anländer till lägenheten arresterar de henne för mordet. Evelyn vill hålla tyst om sin inblandning, men övertygar sin make att försvara kvinnan. När rättegången går mot sitt slut så tål inte Evelyn åklagarens attacker mot Judith och tvingar upp sig själv på vittnesbåset. Hon förklarar vad som hänt, att pistolen gått av av misstag när de började slåss. Till allas förvåning använder nu John Evelyns vittnesmål mot Judith och får henne att erkänna att hon sköt Lawrence igen efter att Evelyn försvunnit ur lägenheten. John lyckas dock övertyga juryn att det gjordes som självförsvar mot Lawrence som tidigare misshandlat henne.

## Rollista
| William Powell   | – John Prentice      |
| Myrna Loy        | – Evelyn Prentice    |
| Una Merkel       | – Amy Drexel         |
| Rosalind Russell | – Mrs. Harrison      |
| Isabel Jewell    | – Judith Wilson      |
| Harvey Stephens  | – Lawrence Kennard   |
| Edward Brophy    | – Delaney            |
| Henry Wadsworth  | – Chester Wylie      |
| Cora Sue Collins | – Dorothy Prentice   |
| Frank Conroy     | – Dist. Atty. Farley |
| Jessie Ralph     | – Mrs. Blake         |

## Produktion
Filmen var den tredje av totalt fjorton filmer som William Powell och Myrna Loy spelade in tillsammans. MGM snabbade upp produktionen efter parets succé med Den gäckande skuggan som kom ut tidigare under året.
Detta var Rosalind Russells debutfilm och hon blev bra vän med både Powell och Loy.